# トルナヴァ県
トルナヴァ県（Trnava Region (スロバキア語: Trnavský kraj, 発音 [ˈtr̩naʊ̯skiː ˈkraj]; ハンガリー語: Nagyszombati kerület; ドイツ語: Tyrnauer Landschaftsverband)）は、スロバキアの県の一つである。県都は、トルナヴァ。
スロバキアの西部に位置し、ブラチスラヴァ県を囲むような配置となっている。

## 行政区
トルナヴァ県は7つの郡（okres）に分かれている。
- トルナヴァ郡（英語版） (Okres Trnava)
- ドゥナイスカー・ストレダ郡（英語版） (Okres Dunajská Streda)
- ガランタ郡（英語版） (Okres Galanta)
- ピエシュチャニ郡（英語版） (Okres Piešťany)
- セニツァ郡（英語版） (Okres Senica)
- フロホベツ郡（英語版）（Okres Hlohovec）
- スカリツァ郡（英語版） (Okres Skalica)

## 主な都市
- トルナヴァ
- ピエシュチャニ
- ガランタ
- シャモリーン
- バカ